# Michael Lea
Michael Robert Lea (født 4. november 1987 i Salford, Greater Manchester, England) er en engelsk fodboldspiller der i øjeblikket spiller for Atherton Collieries. Hans regulære position er venstre back, men han kan også spille som center-back, hvis det er nødvendigt.